# Atlètic Club d’Escaldes
Az Atlètic Club d’Escaldes egy andorrai labdarúgócsapat, amely jelenleg az andorrai első osztályban szerepel. A klubot 2002-ben alapították, az andorrai Escaldes-Engordany községben. A klub színe a kék.

## Sikerek
Primera Divisió
- Bajnok (1): 2022–23

Segona Divisió
- Feljutó (2): 2003–04, 2018–19

Andorrai Kupa
- Győztes (1): 2022
- Döntős (1): 2021

## A nemzetközi kupasorozatokban
| Szezon  | Kupasorozat      | Forduló                | Ellenfél            | Hazai pályán elért eredmény | Idegenben elért eredmény | Összesített eredmény |  |
| ------- | ---------------- | ---------------------- | ------------------- | --------------------------- | ------------------------ | -------------------- |  |
| 2022–23 | Konferencia Liga | 1. selejtezőkör        | Gżira United        | 0–1 (h.u.)                  | 1–1                      | 1–2                  |  |
| 2023–24 | Bajnokok Ligája  | előselejtező, elődöntő | Budućnost Podgorica | 0–3                         | —                        | 0–3                  |  |
| 2023–24 | Konferencia Liga | 2. selejtezőkör        | Partizani Tirana    | 0–1                         | 1–4                      | 1–5                  |  |

## Külső hivatkozások
- Hivatalos weboldal